# Раконевиці (Великопольське воєводство)
Раконевиці (пол. Rakoniewice, нім. Sandkolonie) — село в Польщі, у гміні Раконевиці Ґродзиського повіту Великопольського воєводства.
Населення — 672 особи (2011).
У 1975–1998 роках село належало до Познанського воєводства.

## Демографія
Демографічна структура станом на 31 березня 2011 року:
|          | Загалом | Допрацездатний вік | Працездатний вік | Постпрацездатний вік |
| -------- | ------- | ------------------ | ---------------- | -------------------- |
| Чоловіки | 342     | 86                 | 230              | 26                   |
| Жінки    | 330     | 84                 | 196              | 50                   |
| Разом    | 672     | 170                | 426              | 76                   |